# M/S Stora Karlsö
M/S Stora Karlsö är ett motorfartyg byggt 1999 av Boghammar Marin i Lidingö utanför Stockholm. Fartyget har en maxhastighet på 22 knop och maxkapaciteten är 120 passagerare. M/S Stora Karlsö trafikerar mellan Klintehamn och Stora Karlsö under sommarmånaderna.

## Fartygets tidslinje
- 2 juli 1999 – M/S Stora Karlsö levereras till Rederi AB Grisslan i Klintehamn.
- 8 oktober 2001 – Fartyget går på grund utanför Norderhamn på Stora Karlsö.
- 23 februari 2008 – När fartyget ligger på land, på en trailer i hamnen, glider ekipaget halvvägs ner i hamnbassängen p.g.a. oväder. Fartyget bärgades dagen efter.
- 2020 – Ingen passagerartrafik p.g.a. Coronaviruspandemin 2019-2021.